# (24110) 1999 VP20
A (24110) 1999 VP20 a Naprendszer kisbolygóövében található aszteroida. Charles W. Juels fedezte fel 1999. november 11-én.